# 北詰明未
北詰 明未（きたづめ あすみ、1996年10月22日 - ）は、東京都江戸川区出身のハンドボール選手。日本ハンドボールリーグのトヨタ車体所属。

## 経歴
中央大学時代は2016年に第15回男子ジュニアアジア選手権の日本代表U-21に選出された。関東学生ハンドボール・秋季リーグでは優秀新人賞を受賞。
2017年は第5回U-22東アジア選手権の日本代表に選出。春季リーグではリーグトップの83得点を記録し、得点王のタイトルを獲得した。秋季リーグでは2季連続で得点王（71得点）となり、優秀選手賞を受賞した。
2018年は第24回世界男子学生選手権大会の日本代表U-24に選ばれた。春季リーグでは2季連続で優秀選手賞を受賞。
2019年1月に日本ハンドボールリーグのトヨタ車体へ加入。6月には日韓定期戦・JAPAN CUP 2019の日本代表に選出された。

## 詳細情報

### 年度別成績
| 年       | チーム     | 試合 | フィールド 得点 | 率   | 7m  | 合計 | 警告 | 退場 | 失格 |
| -------- | ---------- | ---- | --------------- | ---- | --- | ---- | ---- | ---- | ---- |
| 2018-19  | トヨタ車体 | 6    | 7/8             | .875 | 0/0 | 7/8  | 0    | 1    | 0    |
| JHL：1年 | JHL：1年   | 6    | 7/8             | .875 | 0/0 | 7/8  | 0    | 1    | 0    |

### JHLプレーオフ
| 年      | チーム     | 試合                  | フィールド 得点 | 率 | 7m  | 合計 | 警告 | 退場 | 失格 |
| ------- | ---------- | --------------------- | --------------- | -- | --- | ---- | ---- | ---- | ---- |
| 2018-19 | トヨタ車体 | 大同特殊鋼 (準々決勝) | 0/0             | -  | 0/0 | 0/0  | 0    | 0    | 0    |
| 2018-19 | トヨタ車体 | 豊田合成 (準決勝)     | 0/0             | -  | 0/0 | 0/0  | 0    | 0    | 0    |
| 2018-19 | トヨタ車体 | 大崎電気戦 (決勝)     | 1/1             | -  | 0/0 | 1/1  | 0    | 0    | 0    |

### 記録

#### 日本ハンドボールリーグ
- フィールドゴール初得点：2019年2月9日、対トヨタ紡織九州戦（福岡市民体育館）[10]

### 背番号
- 24 (2019年 - )

## 代表歴

### 日本代表
- ジャパンカップ (2019年)
- 日韓定期戦 (2019年)
- 欧州遠征 (2019年)

### 日本代表U-24
- 世界学生選手権 (2018年)

### 日本代表U-22
- U-22東アジア選手権 (2017年)

### 日本代表U-21
- ジュニアアジア選手権 (2016年)